# Stanisław Biniak
Stanisław Piotr Biniak (ur. 5 grudnia 1952 w Głuchowie) – polski chemik, zajmujący się katalizą, adsorpcją, fizykochemią ciała stałego oraz elektrochemią.

## Życiorys
Ukończył Liceum Ogólnokształcące w Aleksandrowie Kujawskim w 1971 roku. Studia z zakresu chemii fizycznej ukończył na Uniwersytecie Mikołaja Kopernika w Toruniu w roku 1976. Sześć lat później obronił pracę doktorską pt. Badania spektralne IR kwasowo-zasadowych właściwości powierzchniowych grup funkcyjnych węgli aktywnych. W 2001 roku uzyskał habilitację za rozprawę Wpływ chemicznej struktury powierzchni materiałów węglowych na ich zachowanie się w procesach elektrochemicznych.
Pracował również w Wyższej Szkole Humanistyczno-Ekonomicznej we Włocławku, gdzie w 2003 roku pełnił funkcję dziekana Wydziału Ochrony Środowiska. Do 2012 był prodziekanem ds. kształcenia i rozwoju. Od 2006 roku był profesorem UMK, a w roku 2014 uzyskał tytuł profesora zwyczajnego. W latach 1990–1995 oraz 2001–2004 był przewodniczącym Komisji Uczelnianej NSZZ „Solidarność”. 

## Wybrane publikacje
- Voltammetric and FTIR studies of modified activated carbon systems with phenol, 4-chlorophenol or 1,4-benzoquinone adsorbed from aqueous electrolyte solutions, Colloids and Surfaces A: Physicochemical and Engineering Aspects, 260, 145–155, (2005)
- Wpływ modyfikacji powierzchni materiałów węglowych na proces adsorpcji jonów miedzi, Inżynieria i Ochrona Środowiska, 9, 211–222, (2006)
- Electrochemical and FTIR studies of the mutual influence of lead(II) or iron(III) and phenol on their adsorption from agueous solution by modified active carbons, Chemosphere, 69, 209–219, (2007)
- Effect of properties of chemically modified activated carbon and aromatic adsorbate molecule on adsorption from liquid phase, Colloids and Surfaces A: Physicochemical and Engineering Aspects, 327, 1–8, (2008)